# 마에다 아키라
마에다 아키라(일본어: 前田 日明 まえだ あきら[*]/Akira Maeda, 1959년 1월 24일 ~ )는 일본의 전 프로레슬링 선수이자 전 이종격투기 선수다. 재일 한국인 3세 출신의 한국계 일본인이며 귀화 전 한국명은 고일명(高日明/コ・イルミョン/Go Il-myeong)이다. 한국을 방문했을 때 불합리한 대우를 받고 귀화를 결심했다고 한다. 마에다의 집안은 조선시대 왕궁의 호위무사였으며 명성황후 시해사건 당시 일본인 살해자를 쫓아 일본으로 들어갔다가 정착하게 되었다고 한다. 마에다 아키라(일본어: 前田 日明 まえだ あきら[*])라는 이름을 그의 할아버지가 명명한 것이고 데뷔 당시에는 지금과 발음은 같지만 한자 표기는 다른 마에다 아키라 (前田 明)였는데 할아버지의 권유로 변경하게 되었다고 훗날 주간 플레이 보이지의 인터뷰에서 밝혔다. 또한 주간 프로레스 인터뷰 기사에서는 "日자는 본이란 의미이며 할아버지가 붙였다"고 밝혔다. 키는 192cm(6 ft 4 in), 몸무게는 115kg(253 lb)이다. 피니쉬는 브릿지 피셔맨 수플렉스, 크로스 암브레이커, 하이-스피드 하이 킥으로 사용을 한다.

## Professional wrestling highlights
- Finishing moves
  - Bridging fisherman suplex
  - Cross armbreaker
  - High-speed high kick to the opponent's head
- Signature moves
  - Arm trap single leg boston crab
  - Belly to back piledriver
  - Crossface chickenwing
  - Heel hook
  - Multiple palm strike
  - Multiples kick variations
    - Abisegiri (Rolling wheel)
    - Drop
    - Jumping high
    - Multiple stiff high to the opponent's torso
    - Punt to the opponent's head
    - Savate
    - Shoot on the opponent's leg
    - Spinning back
    - Spinning heel to the opponent's face

  - Multiples suplex variations
    - Belly to back
    - Belly to belly
    - Full Nelson
    - German
    - Single underhook

  - Sleeper hold

- Nicknames
  - "Kakutō Ō" (平成の格闘王, Kakutō Ō, The King of Strife)

## 종합격투기 전적
- 12전 7승 5패

| 결과 | 상대              | 내용                           | 대회                                                    | 경기일자         |
| ---- | ----------------- | ------------------------------ | ------------------------------------------------------- | ---------------- |
| 패   | 볼크 한           | 서브미션                       | Rings - 부두간 홀 1995                                  | 1995년 1월 25일  |
| 패   | 크리스 돌만       | 2회 4분 7초 서브미션 (암바)    | Rings 홀랜드 - 프리파이트                               | 1995년 2월 19일  |
| 승   | 딕 플라이         |                                | Rings - Battle Dimensions Tournament 1995 Opening Round | 1995년 10월 21일 |
| 승   | 야마모토 요시히사 | 서브미션                       | Rings - 부두간 홀 1996                                  | 1996년 1월 24일  |
| 승   | 모리스 스미스     |                                | Rings - 부두간 홀 1997                                  | 1997년 1월 1일   |
| 패   | 볼크 한           | 1회 8분 47초 서브미션 (레그락) | Rings: Extension Fighting 2                             | 1997년 4월 22일  |
| 승   | 안드레이 코비로브 | 1회 8분 32초 서브미션          | Rings: Extension Fighting 7                             | 1997년 9월 26일  |
| 승   | 니콜라이 즈에브   | 1회 5분 17초 서브미션          | Rings: Mega Battle Tournament 1997 Semifinal 1          | 1997년 1월 21일  |
| 승   | 나가이 미츠야     |                                | Rings: Battle Dimensions Tournament 1997 Final          | 1998년 1월 21일  |
| 패   | 타무라 키요시     |                                | Rings: Battle Dimensions Tournament 1997 Final          | 1998년 1월 21일  |
| 승   | 볼크 한           | 1회 4분 24초 서브미션          | Rings: Battle Dimensions Tournament 1997 Final          | 1998년 1월 21일  |
| 패   | 알렉산더 카렐린   | 판정패                         | Rings: Final Capture                                    | 1999년 2월 21일  |

## 경력
- IWGP 태그팀 타이틀 - 2회
- UWF 헤비급 타이틀
- 유러피안 헤비급 타이틀

## 사건

### 마에다 안면축격사건
1987년 11월 19일, 코라쿠엔 홀에서 열린 UWF군 대 유신군의 6명 태그 매치에서, 전갈 굳히기를 걸고 있는 쵸슈 리키의 뒤에서 다가와 쵸슈의 안면에 정통으로 킥을 날려버린다. 이 결과로 쵸슈 리키는 오른쪽 이마 동저 골절, 전치 1개월의 중상을 입게 되고 신일본 프로레슬링은 마에다 아키라에게 무기한 출장 정지의 처분을 내리며, 이루 신일본 프로레슬링은 출장 정지를 풀어주는 조건으로 멕시코에 원정을 가라고 했지만 마에다 아키라는 그 제안을 거부했고 결국 1988년 2월 1일에 신일본 프로레슬링으로부터 해고통지를 받아 그의 신일본 커리어는 끝나는 사건이었다.
마에다는 이 사건의 진위에 대해서는 말을 하지 않고 있으나, 피해자인 초슈 리키와는 최근 흥행에서 화해했다고 한다. 참고로 마에다, 초슈(한국명 곽광웅) 두 선수 모두 재일 한국인 출신이다.(마에다와 달리 초슈는 지금도 한국 국적) 하지만 사야마 사토루와는 아직 화해하진 못했다.